# Long Lake (Antarktika)
Der Long Lake (englisch für Langer See) ist ein kleiner, schmaler und leicht gebogener See an der ostantarktischen Georg-V.-Küste. Er liegt zwischen dem Round Lake und dem Alga Lake am Kap Denison. 
Der australische Polarforscher Douglas Mawson benannte ihn im Zuge der Australasiatischen Antarktisexpedition (1911–1914). Die offizielle Anerkennung dieser Benennung erfolgte erst am 7. März 1991 durch das Antarctic Names Committee of Australia.